# حمد المغلوث
حمد بن عبد اللطيف المغلوث (1267 - 1337 هـ) شاعر نبطي من جزيرة العربية، ولد في الإحساء، وهاجر للكويت ومارس العمل التجاري فيها، حيث كان له محل تجاري في سوق الكويت حتى وفاته. امتاز شعره بصدق العاطفة وجزالة المعنى وعذوبة الألفاظ وقوة التعبير وهو شاعر غزلي من الدرجة الأولى رقيق تغزل فأجاد فتوجد فحرك الوجدان.

## الشعر
ومن الكويت انطلقت شهرته كشاعر غزلي كبير ردد الناس أشعاره وتغنوا بها. ورغم شهرته الكبيرة في الغزل إلاّ أنه كان شاعراً متمكناً كتب في مختلف أغراض الشعر النبطي وأجاد، إلاّ أن شهرته في الغزل كانت نافذة إلى قلوب الناس فعرفوه وأحبوه بها. فبالرغم من قلة المصادر وندرتها ووفاة أكثر الرواة الذين حفظوا شعر المغلوث إلاّ أن الجامع قد حفظ لشاعرنا كثير ما تبقى من تراثه قبل أن يصبح كغيره ممن لم يعتن أحد بجمع تراثهم. وقد نظم الشاعر حمد المغلوث روائع غزلياته الغنائية على مختلف أشكال النظم فأجاد في نظم الفنون والسامريات والزهيري وغيرها من فنون وأغراض الشعر النبطي.ينتمي حمد المغلوث إلى قبيلة العطا (المردان) من الربيعية من عبده من شمر وديارهم بحائل والاحساء حيث يقول
- قالوا وش أنت وقلت من سكانة الحسا ... النبق مغلوث وشمر لي قبيله
- أصلي وأصوم وأتبع سنة النـبي ... واللي يبي شـري ينــال الفشيله
- دمي مغلـوث بسـم داب الخـلا ... ليا شافن غليل الكيد يضيع دليله
- الزه على الساس لين يبرد خاطري ... وأملي صميله بحقران الذليــله

اتسم شعره بالجودة والمتانة وسهولة اللفظ وخلوه من التعقيد، وكان رصين العبارة سريع البديهة، ونظم في مختلف فنون الشعر وله قصائد كثيرة ذاع صيتها وتغنى بها الناس في الكويت والجزيرة العربية بسبب غزارة الوصف فيها ورقة معانيها.
وهذه الأبيات من قصيدة للشاعر رائعة بالغزل يقول فيها:
يا عين هِلّـي ذارف الدمـع سفّـاك
وأبكي وهاتـي ما خفـا من عبايـر
يـا عيـن لا تبكيــن لا ذا ولا ذاك
إلاّ ولا فـرقـا الأهـل والعشـايـر
ابكي على سمح النبا سمح الأسـلاك
اللـي عليـه مغـوزر الدمـع فايـر
قلبـي عليـه من الولـع فيه دكـاك
والحـال منـي خلصـت بالحسايـر
كني ربيـط الـروم في وسط شبـاك
وإلاّ كسيـرٍ مـوجعتـه الجبـايـر
قدم العرب غادي بشـوشٍ وضحـاك
والكبـد يصـلاها لهيـب السعايـر
ومن شعر حمد المغلوث بالحكم قوله من قصيده له:
حـلات الفتـى لا رام تدبيـر حالـه
يقـوس المعـانـي والقيـاس ثبـات
لا يعتنـي بأمـرٍ وهو يـدري أنـه
أتـلاه يــرّث للـوشـاة شمــات
فكـم واحـدٍ تلقـاه فـي زي عاقـل
وهـو ثـور لكنـه عليـه عبــات
أنا أقول من يكرم وهو يرجي القضـا
أجل عنـك طيبـه ما عليـه حـلات
كما مقهويٍ بالسـوق لا صب يرجـي
مقـابيـل فنجـالـه تجيـه زتـات
حلاة الفتى يكـرم ويـروي بشاشـه
وما فـات مـن طيبـه يعـده فـات

### مكانته بين شعراء عصره
احتل المغلوث مكانة كبيرة بين شعراء عصره النبطيين أمثال: ابن لعبون ومحسن الهزاني وعبد الله الفرج و ومهنا أبو عنقاء الخالدي.

## وفاته
توفي الشاعر حمد المغلوث إثر مرضه في الكويت عام 1337هـ.

## وصلات خارجية
- المغلوث.. تنقل بين الأحساء والكويت واستقر في المرقاب